# Gouvernement de la RDA de 1971-1976
 (novembre 2024).
Si vous disposez d'ouvrages ou d'articles de référence ou si vous connaissez des sites web de qualité traitant du thème abordé ici, merci de compléter l'article en donnant les références utiles à sa vérifiabilité et en les liant à la section « Notes et références ».
RDA
1967-1971 1976-1981
Le sixième gouvernement de la République démocratique allemande (RDA) dure du 29 novembre 1971 au 1er novembre 1976.

## Composition[1]
| Ministère                                                        | Nom | Parti                                 |
| ---------------------------------------------------------------- | --- | ------------------------------------- |
| Ministre-président                                               | Willi Stoph (jusqu'au 23 octobre 1973) Horst Sindermann | SED                                   |
| Premier vice-ministre-président                                  | Horst Sindermann (bis 3. Oktober 1973) Günter Mittag Alfred Neumann | SED                                   |
| Vice-ministre-président                                          | Kurt Fichtner (de) Manfred Flegel (de) Wolfgang Rauchfuß (de) Gerhard Schürer Rudolph Schulze Werner Titel † 25 décembre 1971 Hans Reichelt à partir du 9 mars 1972 Gerhard Weiss (de) Herbert Weiz Hans-Joachim Heusinger (jusqu'au 3 octobre 1973) Kurt Wünsche Günther Kleiber | SED NDPD SED CDU DBD DBD SED LDPD SED |
| Affaires étrangères                                              | Otto Winzer jusqu'au 20 janvier 1975 Oskar Fischer | SED                                   |
| Intérieur                                                        | Friedrich Dickel | SED                                   |
| Défense                                                          | Heinz Hoffmann | SED                                   |
| Finances                                                         | Siegfried Böhm | SED                                   |
| Président de la Banque d'État                                    | Horst Kaminsky (de) | SED                                   |
| Éducation                                                        | Margot Honecker | SED                                   |
| Culture                                                          | Klaus Gysi jusqu'au 31 janvier 1973 Hans-Joachim Hoffmann | SED                                   |
| Président de la Commission de Planification                      | Gerhard Schürer | SED                                   |
| Industrie de base                                                | Klaus Siebold (de) | SED                                   |
| Gestion du matériel                                              | Manfred Flegel | NDPD                                  |
| Mines et Métallurgie                                             | Kurt Singhuber (de) | SED                                   |
| Industrie chimique                                               | Günther Wyschofsky | SED                                   |
| Électrotechnique et Électronique                                 | Otfried Steger (de) | SED                                   |
| Gerhard Zimmermann                                               | SED |                                       |
| Rudi Georgi                                                      | SED |                                       |
| Industrie légère                                                 | Johann Wittik jusqu'au 22 novembre 1972 Karl Bettin | SED                                   |
| Bezirksgeleitete und Lebensmittelindustrie                       | Erhard Krack jusqu'au 14 février 1974 Udo-Dieter Wange | SED                                   |
| Sciences et Techniques                                           | Günter Prey jusqu'au 14 février 1974 Herbert Weiz | SED                                   |
| Commerce et Approvisionnements                                   | Günter Sieber jusqu'au 22 novembre 1972 Gerhard Briksa (de) | SED                                   |
| Construction                                                     | Wolfgang Junker | SED                                   |
| Commerce extérieur                                               | Horst Sölle (de) | SED                                   |
| Président du Comité d'inspection des travailleurs et des paysans | Heinz Matthes | SED                                   |
| Santé                                                            | Ludwig Mecklinger | SED                                   |
| Justice                                                          | Kurt Wünsche jusqu'au 16 octobre 1972 Hans-Joachim Heusinger | LDPD                                  |
| Géologie ab 1er juillet 1974                                     | Manfred Bochmann (de) | SED                                   |
| Postes et Télécommunications                                     | Rudolph Schulze | CDU                                   |
| Transports                                                       | Otto Arndt | SED                                   |
| Protection de l'Environnement et Gestion de l'Eau                | Werner Titel † 25 décembre 1971 Hans Reichelt | DBD                                   |
| Agriculture, Forêts et Agroalimentaire                           | Georg Ewald jusqu'au 14 septembre 1973 Heinz Kuhrig | SED                                   |
| Sécurité d'État                                                  | Erich Mielke | SED                                   |
| Leiter der Staatlichen Zentralverwaltung für Statistik           | Arno Donda | SED                                   |
| Leiter des Amtes für Anleitung und Kontrolle der Bezirksräte     | Fritz Scharfenstein | SED                                   |
| Chef du bureau des Prix                                          | Walter Halbritter | SED                                   |

## Sources
- (de) Cet article est partiellement ou en totalité issu de l’article de Wikipédia en allemand intitulé « Ministerrat der DDR (1971–1976) » (voir la liste des auteurs).